# 정미경 (소설가)
정미경(鄭美景, 1960년 2월 4일 ~ 2017년 1월 18일)은 대한민국의 소설가이다. 경상남도 마산시(현 창원시) 출신으로, 이화여자대학교 영문학과를 졸업하였다. 1987년 희곡 〈폭설〉로 데뷔하였으며, 2002년 오늘의 작가상, 2006년 이상문학상 등을 수상하였다.